# JD Arrate
Juventud Deportiva Arrate (JD Arrate) var en spansk handbollsklubb från Eibar i Baskien, bildad 1947 och upplöst 2011.